# Akçaşar, Yalvaç
Akçaşar là một xã thuộc huyện Yalvaç, tỉnh Isparta, Thổ Nhĩ Kỳ. Dân số thời điểm năm 2011 là 268 người.